# Camptoneuromyia crotalariae
Camptoneuromyia crotalariae är en tvåvingeart som beskrevs av Edwin Möhn 1975. Camptoneuromyia crotalariae ingår i släktet Camptoneuromyia och familjen gallmyggor.
Artens utbredningsområde är El Salvador. Inga underarter finns listade i Catalogue of Life.